# Biff Tannen
Biff Howard Tannen (ur. 26 marca 1937 w Hill Valley) – fikcyjny bohater z filmowej trylogii Powrót do przyszłości. Jest jedną z głównych postaci filmu, w którą wcielił się aktor Thomas F. Wilson.

## Życiorys
Biff urodził się 26 marca 1937 roku w Hill Valley w Kalifornii. Jest prawnukiem Buforda „Wściekłego psa” Tannena, synem Irvinga „Kida” Tannena i dziadkiem Griffa Tannena. We wstępnym szkicu scenariusza wspomniano, że jego drugie imię to Howard, choć w żadnej części filmu nie zostało to powiedziane. Nie ma dokładnych informacji o życiu Biffa sprzed 1955 roku. Z filmu wiadomo, że mieszka on z babcią Gertrudą Tannen przy 1809 Mason Street. Choć nie jest ona pokazana na ekranie to słychać jej wrzaskliwy głos (podkładany przez Thomasa F. Wilsona). Nieznane jest również miejsce pobytu jego rodziców, choć serial animowany ujawnia, że jego ojciec Frank Tannen w 1944 roku służył w armii jako niemiecki sierżant. Z kolei w grze Back to the Future: The Game podano, że jego ojciec nazywa się Kid Tannen.
W szkole średniej często znęcał się nad George’em McFlyem, który pisał dla niego prace domowe. Razem ze swoją bandą (Matchem, Skinheadem i 3-D) siał postrach w szkole, jednak w pojedynkę nie wykazywał się już zbytnią odwagą. Był również zakochany w Lorraine Baines, którą nazywał swoją dziewczyną, choć ona nie zwracała uwagi na jego zaczepki. Ponieważ jest starszy od George’a i Lorraine, a uczęszczał do tej samej klasy przypuszczalnie powtarzał rok.

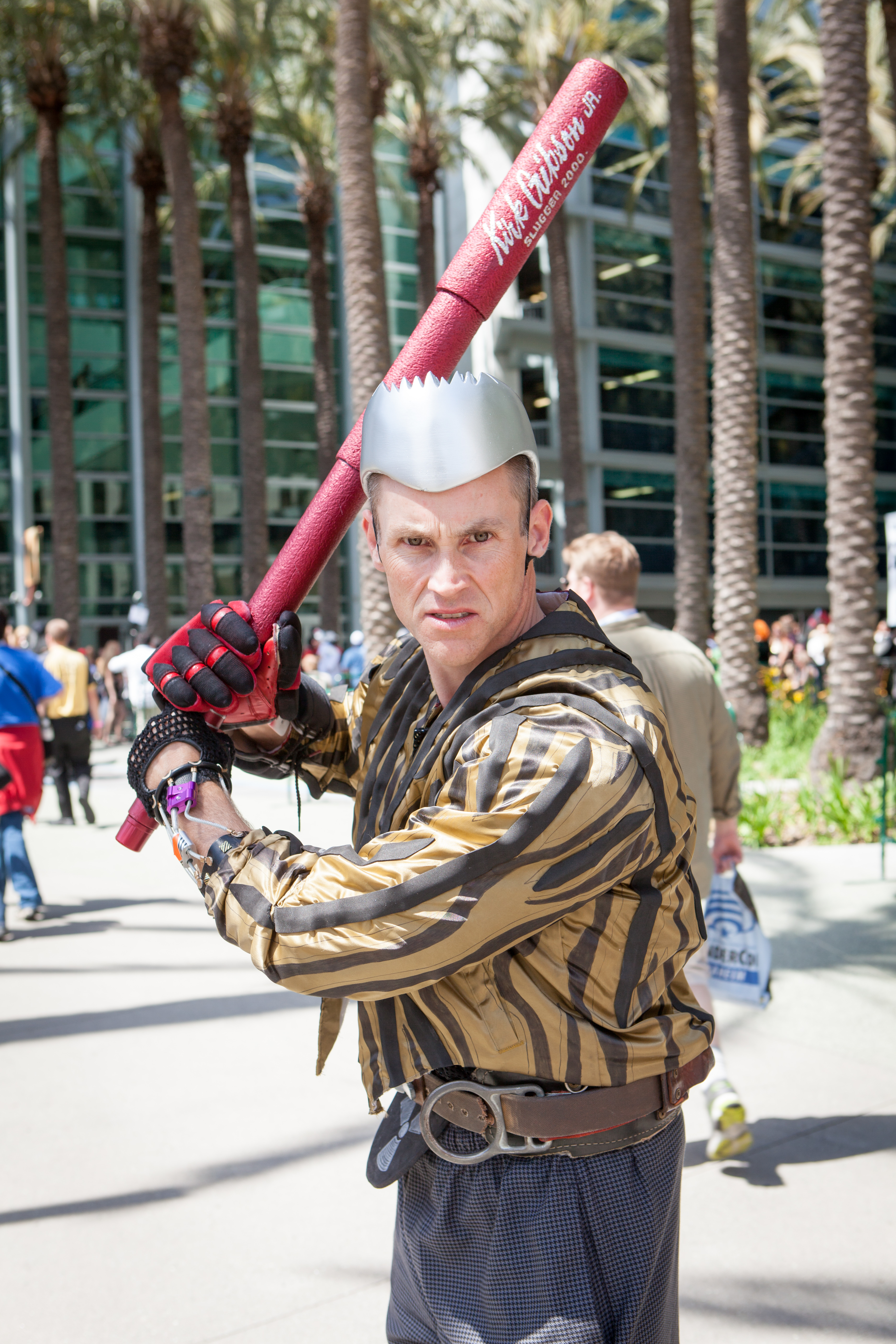
Griff Tannen, wnuk Biffa w przyszłości (cosplay)

W drugiej części Powrotu do przyszłości okazuje się, że w 2015 roku ma wnuka imieniem Griff, co oznacza, że przed 1985 r. musiał mieć co najmniej jedno dziecko, choć w żadnej części nie jest wspomniane, żeby miał żonę lub dzieci. Z kolei serial animowany ujawnia, że ma syna Biffa Juniora (według wstępnych szkiców scenariusza II części trylogii miał być on właścicielem baru Cafe 80's).

### Powrót do przyszłości
Rok 1985. Pomimo upływu trzydziestu lat od zakończenia szkoły średniej Biff nadal terroryzuje George’a McFlya, zmuszając go do wykonywania swoich zadań w przedsiębiorstwie, w którym wspólnie pracują. Jako jego przełożony chce, by pomógł mu dostać się na wyższy szczebel w zarządzie.
Wszystko zmienia się za sprawą najmłodszego syna George’a, Marty’ego, który przypadkiem cofa się w czasie do 1955 roku i udaremnia pierwsze spotkanie swoich rodziców. Stawia też czoła Biffowi i jego bandzie pośrednio doprowadzając do wpadnięcia jego samochodu na ciężarówkę z nawozem. Później wściekły Biff odnajduje go w samochodzie z Lorraine podczas szkolnej potańcówki. Każe się nim zająć swoim kolegom, którzy zamykają go w bagażniku innego wozu, a sam zaczyna napastować dziewczynę. W tym samym czasie zjawia się George, który zgodnie z planem Marty’ego miał tam przyjść i go uderzyć, by zyskać przychylność w oczach Lorraine. Kiedy okazuje się, że zamiast Marty’ego w samochodzie jest Biff, George po raz pierwszy postanawia mu się postawić i zdecydowanym ciosem powala go na ziemię. To wzmacnia jego pewność siebie oraz pozycję w szkole, dzięki czemu w przyszłości nie daje się już więcej wykorzystywać.
Po powrocie do swoich czasów Marty odkrywa jak wiele się zmieniło. Biff prowadzi zakład motoryzacyjny, a do jego ojca zwraca się „panie McFly”. Woskuje również jego samochód, a George, który jest teraz pisarzem, wydaje się rozbawiony jego staraniami i grzecznością.

### Powrót do przyszłości II
Marty i jego dziewczyna przenoszą się z 1985 do 2015 roku, żeby zapobiec tragedii rodzinnej mającej dotknąć ich dzieci. Ich podróż latającym DeLoreanem przypadkowo zauważa Biff. W 2015 r. ma on już 78 lat i nadal zajmuje się woskowaniem samochodów. Jest też pomiatany przez swojego wnuka Griffa, który także lubi dręczyć innych. Kiedy doktor Brown wyjaśnia Marty’emu, że DeLorean jest wehikułem czasu, który zbudował, żeby obserwować rozwój ludzkości, a nie zarabiać na nim pieniądze (chłopak chciał zabrać do swoich czasów almanach z wynikami sportowymi, żeby obstawiać zakłady), ich rozmowę podsłuchuje Biff. Pod ich nieobecność sam zabiera almanach i przenosi się do 1955 roku, żeby go wręczyć swojej młodszej wersji.
Jednakże po powrocie do 2015 r. dochodzi do paradoksu czasowego. Przekazanie sobie almanachu w przeszłości drastycznie zmienia linię czasową powodując jego zniknięcie. Zostało to pokazane w jednej z usuniętych scen. W filmie natomiast, Biff po wyjściu z samochodu skręca się z bólu, co tłumaczono m.in. atakiem serca.
Po powrocie do 1985 r. Marty i doktor Brown odkrywają skutki działań Biffa, który stał się jednym z najbogatszych i najpotężniejszych ludzi w Ameryce, a Hill Valley to siedlisko gangów, przestępczości i korupcji. W tej linii czasowej jest także mężem Lorraine, którą poślubił po zabiciu w 1973 r. George’a McFlya, który prowadził kampanię przeciwko jego firmie utylizującej odpady. Później kiedy Marty obrywa od niego po głowie, Lorraine mówi do niego, że tym razem musiał dostać naprawdę mocno, co sugeruje, że Biff nie raz się nad nimi znęcał. Choć w filmie nigdy nie zostało to powiedziane to Robert Zemeckis i Bob Gale zasugerowali, że Lorraine w 1996 r. zabiła Biffa z powodu ciągłych upokorzeń, co wyjaśniałoby zniknięcie starego Biffa po powrocie do 2015 roku (pokazano to w jednej z usuniętych scen).
W wehikule czasu Marty i doktor Brown odnajdują fragment laski należącej do starego Biffa, dzięki czemu odkrywają, że to on zmienił historię przekazując sobie w 1955 r. almanach. Cofają się więc w czasie, by mu go odebrać. W jednej ze scen młody Biff bierze udział w sprzeczce, która sugeruje, że wypadek z wpadnięciem na ciężarówkę z nawozem był czynnikiem, który sprawił, że w przyszłości zajął się on biznesem samochodowym. Po zdobyciu almanachu Marty niszczy go, dzięki czemu wszystko wraca do normy.

### Powrót do przyszłości III
W ostatniej części trylogii Biff pojawia się jedynie na końcu filmu, kiedy to woskuje samochód Marty’ego. Głównym czarnym charakterem jest za to jego pradziadek Buford „Wściekły pies” Tannen (grany także przez Thomasa F. Wilsona), który w latach 80. XIX wieku terroryzował Hill Valley.

### Serial animowany
Serial przedstawia dalsze losy głównych bohaterów po zakończeniu filmowej trylogii. Doktor wraz z żoną Clarą i dziećmi Juliuszem i Vernem mieszka w Hill Valley, gdzie zajmuje się konstruowaniem nowych wynalazków. Często podróżuje też w czasie ze swoją rodziną i przyjacielem Martym, gdzie spotyka wielu przodków bądź potomków Biffa Tannena. On sam także pojawia się w serialu. W jednym z odcinków zostaje ujawnione, że w 1991 r. ma on osiemnastoletniego syna Biffa Juniora. Brak natomiast jakiejkolwiek wzmianki o jego żonie.

## Back to the Future: The Ride
W 1991 r. w Orlando otworzono pierwszy The Ride, czyli atrakcję turystyczną dzięki, której widzowie mogli odbyć niezwykłą podróż w czasie. Chociaż The Ride nie należy do kanonu filmów to z jej historii wynika, że gdy doktor wraz z rodziną na stałe powrócił do XX wieku założył Instytut Technologii Przyszłości. 2 maja 1991 r. (czyli w dniu otwarcia The Ride) grupa ochotników przeniosła się do 1955 r. by upewnić się, że wydarzenia przedstawione w filmach toczą się właściwym torem. Biff wślizgnął się jednak do wehikułu i razem z ochotnikami przeniósł się do 1991 r., gdzie nie tylko narobił wiele zamieszania, ale też ukradł wehikuł. Doktor przerobił więc DeLoreana tak, by mógł pomieścić osiem osób i z pomocą widowni ruszył w podróż przez różne czasy. Odwiedził m.in. rok 2015, epokę lodowcową i okres kredy, gdzie Biff o mało nie zginął z powodu lawy. Został jednak uratowany i przeniesiony z powrotem do 1955 roku.